# Miguel Ángel Sola
Miguel Ángel Sola Elizalde (Pamplona, 29 settembre 1957) è un allenatore di calcio ed ex calciatore spagnolo, di ruolo centrocampista.

## Carriera
Cresciuto nella cantera dell'Athletic Bilbao, esordisce con il Bilbao Athletic nella stagione 1976-1977. Per due anni viene mandato in prestito, prima all'Arosa e poi all'Alavés, e al suo rientro viene promosso in prima squadra, debuttando in Primera División spagnola il 28 settembre 1980 nella partita Almeria-Athletic (1-1). Milita quindi per cinque stagioni con i rojiblancos con cui disputa 177 partite (125 di campionato), vincendo due scudetti, una Coppa del Re ed una Supercoppa di Spagna.
Nel 1985 passa all'Osasuna, restandovi per sette stagioni, tutte nel massimo campionato, e concludendovi la carriera nel 1992.
Intraprende poi la carriera di allenatore, sedendosi sulla panchina di società delle categorie minori spagnole.

## Palmarès

### Giocatore

#### Competizioni nazionali
- Campionato spagnolo: 2

Athletic Bilbao: 1982-1983, 1983-1984
- Coppa di Spagna: 1

Athletic Bilbao: 1983-1984
- Supercoppa di Spagna: 1

Athletic Bilbao: 1984

### Allenatore

#### Competizioni nazionali
- Tercera División: 2

Mirandés: 2006-2007, 2007-2008